# Paco Alcácer
Paco Alcácer, teljes nevén
Francisco Alcácer García (Torrent, Valencia, 1993. augusztus 30. –) spanyol válogatott labdarúgó, az al-Sharjah játékosa.

## Pályafutása

### Klubcsapatokban

#### Valencia
A Valencia CF ifjúsági csapatában debütált 2009–10-es szezonban, 16 évesen. 15 meccsen 3 gólt rúgott a tartalék csapatban, amikor lekerültek a negyedosztály 6-os csoportba.
A 2010–11-es szezonban alap ember lett a Mestalla csapatában, hiszen 36 meccsen 26 gólt szerzett, ezzel a csapat gólkirálya lett. Nagyban hozzájárult a feljutásához a harmadosztályba.
2011. augusztus 12-én bemutatkozott a felnőtt csapatnál, ahol egy góllal debütált. Az igazi áttörést számára a 2013–14-es idény hozta el, ekkor vált csapata alapemberévé a bajnokságban és ez Európa-liga menetelésben is kivette részét. Nagyban hozzájárult az Európa-liga történelem legnagyobb fordításához, a svájci FC Basel elleni idegenbeli 3–0-s vereség után, a visszavágón, a Mestallában, mesterhármast szerzett és a Valencia 5–0-ra győzött, így továbbjutott a sorozat elődöntőjébe. 2014. december 9-én a Granada elleni 1–1-es döntetlen során azonnali piros lapot kapott a Juan Carlos elleni durva szabálytalansága miatt.
2015. január 27-én kiderült, hogy Alcácer 2020-ig meghosszabbította szerződését, amelyben a kivásárlási záradékát 80 millió euróra emelték fel. Három hónapnyi gól nélküli sorozata után mesterhármast vágott az Eibar elleni 4–0-s diadalban 2016. április 20-án.

#### Barcelona
2016. augusztus 30-án 30 millió euróért aláírt az FC Barcelonához egy ötéves szerződést. Az üzlet részeként ugyanezen a napon Múnír el-Hádádí pont fordítva, kölcsönbe igazolt Valenciába. Eredetileg Lionel Messi, Neymar és Luis Suárez mögött töltötte be a negyedik számú csatár pozícióját. Szeptember 10-én debütált az Deportivo Alavés ellen 1–2-re elveszített hazai mérkőzésen.
2016. december 21-én szerezte első hivatalos gólját a Hércules elleni 7–0-s hazai diadalban, így csapata bejutott a spanyol kupa nyolcaddöntőjébe. 2017. február 4-én első bajnoki gólját szerezte az Athletic Bilbao elleni 3–0-s hazai győzelem során. Alcácer a teljes 90 percet végigjátszotta a kupadöntőben és megszerezte a Barcelona utolsó gólját az Alavés elleni 3–1-es győzelem alkalmával. November 5-én a Sevilla elleni 2–1-es hazai győzelem során gólt szerzett, így csapata a tabella élén maradt. Egy hónappal később megszerezte első gólját a Bajnokok Ligájában, amivel 2–0-ra verték a portugál Sportingot.

#### Borussia Dortmund
2018. augusztus 28-án Alcácer a német Bundesliga egyik csapatához, a Borussia Dortmundhoz csatlakozott egy szezonra szóló kölcsönbe, vételi opcióval. Szeptember 14-én mutatkozott be, Maximilian Philipp helyére az Eintracht Frankfurt elleni találkozó második félidejében és megszerezte a 3–1-re megnyert meccs utolsó gólját. Egy mesterhármast szerzett a Signal Iduna Parkban elszenvedett Augsburg elleni 4–3-as diadal során.
2018. december 18-án megszerezte a tizedik gólját a szezonban a Fortuna Düsseldorf ellen 2–1-re elveszített meccsen, és ezzel új Bundesliga-rekordot állított fel, mivel ő lett az első cserejátákos, aki a legtöbb gólt jegyzete. Az egyesület élt vétli opciójával és 23 millió euróért végleg szerződtette 2019. február 1-jén, öt évre.
Később Erling Haaland érzezésével elveszítette stabil kezdőposztját a gárdában. Egyetlen trófeáját 2019. augusztus 3-án szerezte meg a Bayern München ellen 2–0-ra megnyert német szuperkupa összecsapáson.

#### Villareal
2020. január 30-án visszatért a spanyol élvonalba, öt és fél éves szerződést kötött a Villarreallal, ahol a valaha volt legdrágább játékos lett a maga 25 millió eurós vételárával. Az Osasuna elleni bemutatkozásán gólt szerzett, ezzel segítette klubját 3–1-re nyerni.
2021. május 26-án az angol Manchester United elleni Európa-liga fináléban a tizenegyespárbajban gólra váltotta büntetőjét, a Villareal pedig így 11–10-es összesítéssel elhódította a trófeát.

#### al-Sharjah
2022. augusztus 17-én eredetileg kölcsönbe ment volna egy évre az Egyesült Arab Emírségek élvonalában szereplő al-Sharjah csapatához, viszont két nappal később közös megegyezéssel felbontotta szerződését a Villarreallal, így végleges, három évre szóló kontraktust írt alá.

### A válogatottban
Alcácer többszörös spanyol utánpótlás válogatott. A 2010-es U17-es Európa-bajnokság döntőjébe jutottak. Hat góljával a sorozat legjobb góllövője lett. Az összesen szerzett 14 találatával, köztük a selejtezőkkel, új rekordot állított fel. Később egymás után kétszer; 2011-ben és 2012-ben is U19-es Európa-bajnok lett.
2014. augusztus 29-én Vicente del Bosque szövetségi kapitány nevezte Alcácert a 23 fős keretbe a Franciaország és Macedónia elleni szeptemberi mérkőzésekre, ahol végül szeptember 4-én mutatkozott be a címeres mezben, miután a második félidő közepén Diego Costát váltotta. Négy nappal később először lépett pályára Macedónia ellen, megszerezve csapata második gólját a 2016-os Európa-bajnoki-selejtezőjének 5–1-es győzelmében. Szlovákia ellenfeleként, október 9-én a 82. percben egyenlített, bár Spanyolország így is 1–2-re kikapott. Egy évvel később csereként beállva kétszer is betalált a Luxemburg elleni 4–0-s győzelem során. A franciaországi tornára azonban nem választották be.
2018 októberében, több mint két évvel legutóbbi nemzetközi mérkőzése után az új menedzser, Luis Enrique visszahívta a Wales és Anglia elleni meccsekre. Utóbbin nagy gólt jegyzett.

## Statisztika

### Klubcsapatokban
2022. november 12-én frissítve.
| Klub                           | Szezon           | Bajnokság | Bajnokság | Kupa     | Kupa | Nemzetközi | Nemzetközi | Összesen | Összesen |
| Klub                           | Szezon           | Mérkőzés  | Gól       | Mérkőzés | Gól  | Mérkőzés   | Gól        | Mérkőzés | Gól      |
| ------------------------------ | ---------------- | --------- | --------- | -------- | ---- | ---------- | ---------- | -------- | -------- |
| Valencia                       | 2010–11          | 0         | 0         | 1        | 0    | 0          | 0          | 1        | 0        |
| Valencia                       | 2011–12          | 3         | 0         | 0        | 0    | 0          | 0          | 3        | 0        |
| Valencia                       | 2013–14          | 23        | 6         | 3        | 1    | 11         | 7          | 37       | 14       |
| Valencia                       | 2014–2015        | 32        | 11        | 4        | 3    | —          | —          | 36       | 1        |
| Valencia                       | 2015–2016        | 34        | 13        | 3        | 2    | 9          | 0          | 40       | 15       |
| Valencia                       | Összesen         | 92        | 30        | 11       | 6    | 20         | 7          | 123      | 46       |
| Getafe (kölcsönben)            | 2012–13          | 5         | 0         | 0        | 0    | 0          | 0          | 5        | 0        |
| Getafe (kölcsönben)            | Összesen         | 8         | 0         | 1        | 0    | 0          | 0          | 9        | 0        |
| Barcelona                      | 2016–17          | 20        | 6         | 4        | 2    | 3          | 0          | 28       | 8        |
| Barcelona                      | 2017–18          | 17        | 4         | 3        | 2    | 2          | 1          | 19       | 7        |
| Barcelona                      | Összesen         | 37        | 10        | 1        | 7    | 5          | 1          | 47       | 15       |
| Borussia Dortmund (kölcsönben) | 2018–19          | 14        | 12        | 0        | 0    | 4          | 1          | 18       | 13       |
| Borussia Dortmund              | 2018–19          | 12        | 6         | 1        | 0    | 1          | 0          | 14       | 6        |
| Borussia Dortmund              | 2019–20          | 11        | 5         | 1        | 1    | 2          | 0          | 14       | 6        |
| Borussia Dortmund              | Összesen         | 37        | 23        | 2        | 1    | 7          | 1          | 46       | 25       |
| Villarreal                     | 2019–20          | 13        | 4         | 1        | 0    | —          | —          | 14       | 4        |
| Villarreal                     | 2020–21          | 27        | 6         | 2        | 0    | 10         | 6          | 39       | 12       |
| Villarreal                     | 2021–22          | 18        | 1         | 2        | 3    | 3          | 1          | 23       | 5        |
| Villarreal                     | Összesen         | 58        | 11        | 5        | 3    | 13         | 7          | 76       | 21       |
| al-Sharjah                     | 2022–23          | 9         | 6         | 0        | 0    | —          | —          | 9        | 6        |
| al-Sharjah                     | Összesen         | 9         | 6         | 0        | 0    | —          | —          | 9        | 6        |
| Karrier összesen               | Karrier összesen | 318       | 125       | 28       | 15   | 45         | 16         | 391      | 156      |

### A válogatottban
| Spanyolország | Spanyolország | Spanyolország |
| Év            | Mérkőzés      | Gól           |
| ------------- | ------------- | ------------- |
| 2014          | 5             | 3             |
| 2015          | 6             | 3             |
| 2016          | 2             | 0             |
| 2017          | 0             | 0             |
| 2018          | 2             | 3             |
| 2019          | 4             | 3             |
| Összesen      | 19            | 12            |

## Sikerei, díjai

### Klubcsapatokban
- Valencia Mestalla
  - Tercera División: 2010–11
- Barcelona
  - Spanyol bajnok: 2017–18
  - Spanyol kupa: 2016–17, 2017–18
- Borussia Dortmund
  - Német szuperkupa: 2019
- Villarreal
  - Európa-liga: 2020–21

### A válogatottban
- Spanyolország U19
  - U19-es labdarúgó-Európa-bajnokság: 2011, 2012

## Külső hivatkozások
- Valencia hivatalos honlapja - Paco Alcacer
- Profilja a BDFutbol.com-on
- Profilja a Futbolme.com-on
- Élete a ciberche.net-en Archiválva 2014. augusztus 3-i dátummal a Wayback Machine-ben
- Statisztikája a Transfermarkt.co.uk-n